# Супермарин спитфајер
Супермарин спитфајер (енгл. Supermarine Spitfire) британски је ловачки авион из периода Другог светског рата и касније. Сматра се једним од најуспелијих и најпознатијих ловачких авиона свих времена.

## Пројектовање и развој
Спитфајер је једномоторни нискокрилац са елиптичним обликом крила, једносед металне конструкције. Играо је пре свега улогу ловца за велике висине, али је служио и као ловац бомбардер и извиђач. Пројектовао га је Реџиналд Ј. Мичел (1895—1937) (енгл. Reginald J. Mitchell) почев од децембра 1934. године. Први прототип Спитфајера полетео је 5. марта 1936. године. Пробни пилот је био Џозеф Самерс, док је први серијски произведени Спитфајер Mk I полетео 14. маја 1938. године. Након смрти Р. Ј. Мичела 11. јуна 1937. године, вођство дизајнерског тима преузима Џозеф Смит (енгл. Joseph Smith) који је био члан пројектног тима од самог почетка пројекта. Прва јединица РАФ-а која је била наоружана новим ловцем била је 19. ловачка група стационирана у Даксфорду. До почетка Другог светског рата Спитфајером је било наоружано девет ловачких група.
Верзија која је ушла у службу 1938. године имала је плафон од 9.723 m и максималну брзину од 580 km/h, а последња ратна варијанта имала је плафон од 12.200m и брзину од 710 km/h. У току животног века Супермарин спитфајера направљено је око 40 верзија овог авиона а укупно је произведен 20.351 примерак, што је највише произвођен авион у Уједињеном Краљевству. У Уједињеном Краљевству за време рата у производњи овог авиона је учествовало 10 фирми.

## У борби и даљи развој
Прво веће борбено ангажовање, осим извиђачких верзија које су од почетка сукоба пратиле покрете непријатељских трупа, Спитфајер је имао приликом евакуације савезничких снага из Денкерка. За свега 10 недеља борбе изгубљено је 48 Спитфајера. Међутим, овако високи губици настали су као последица застареле тактике коју су користили британски пилоти, а не зато што је авион био лош.
Пред крај Битке за Британију из нове фабрике почели су да стижу Спитфајери Mk IIа који су још увек били наоружани са 8 митраљеза калибра 7,7 mm али су имали јачи мотор Мерлин XII снаге 1175 КС. Средином 1941. године појавила се верзија Mk IIб која је била наоружана са два топа калибра 20 mm и четири митраљеза калибра 7,7 mm.
У марту 1941. године у наоружање британских ловачких ескадрила почео је да се уводи Спитфајер Mk V са јачим мотором од 1440 КС. Варијанта „а“ је била наоружана са 8 митраљеза, варијанта „б“ са два топа и четири митраљеза док је варијанта „ц“ имала универзално крило које је могло да прими различите комбинације топова и митраљеза (неке варијанте овог авиона биле су наоружане и са четири топа калибра 20 mm). Могао је да носи подтрупни резервоар за гориво и једну бомбу од 225  испод трупа или две од 112  испод крила. Mk V је са 6.479 произведених примерка убедљиво најбројнија верзија овог авиона.
Друга најраспрострањенија верзија овог авиона био је Mk IX који је развијен како би се успоставила равнотежа у ваздуху која је била пољуљана увођењен у борбу новог немачког ловца Fw-190. Mk IX је достизао максималну брзину од 658 km/h и био је наоружан са два топа и четири митраљеза.
Једна од последњих верзија овог авиона која је учествовала у Другом светском рату био је Mk XVI са мотором Мерлин 266 од 1720 КС. Појавио се у другој половини 1944. године а до краја рата њиме је било наоружано 15 ловачких група.
Крајем рата у РАФ-у је Спитфајерима било наоружано 68 ловачких група, 16 на Далеком истоку, а остале у Европи. Након рата израђено је још 300 комада Спитфајера Mk XVIII који је био последња ловачка верзија овог авиона. Последња произведена верзија Спитфајера уопште био је Mk 24.

## Спитфајер Mkу наоружању РВ НОВЈ
На аеродрому Бенин крај Бенгазија у Либији 22. априла 1944. године формирана је 1. ваздухопловна ескадрила НОВЈ. Командир 1. ваздухопловне ескадриле био је мајор Милета Протић. Обука је извођена на школским авионима Харвард и на ловцу бомбардеру Хокер харикен. По завршеној обуци комплетна ескадрила је крајем јула исте године пребазирана на аеродром Кана у Италији и укључена у састав 281. ловачке групе БАФ-а (BAF - Balkan Air Force). У штабу БАФ-а био је постављен југословенски официр за везу чији главни задатак је био да координира активности НОВЈ са БАФ-ом. 1. ваздухопловна ескадрила била је наоружана са 16 авиона Спитфајер Mk VB и Спитфајер Mk VC.
Почетком 1945. године 1. ваздухопловна ескадрила је заједно са 2. ваздухопловном ескадрилом пребазирана на аеродром на острву Вис, а осим овог аеродрома дејствовале су и са ратних аеродрома Земуник и Шкабрње код Задра. У борбеним дејствима против немачких јединица које су се повлачиле ка западу ескадрила је дала значајан допринос уништивши велики број непријатељских циљева на земљи. До краја рата губици 1. ваздухопловне ескадриле износили су 8 Спитфајера и 7 погинулих пилота. У борбеним дејствима погинуо је и командир ескадриле мајор Милета Протић.
На крају Другог светског рата РАФ је оставио на простору Југославије 3 авиона Спитфајер Mk IXC 1. ваздухопловној ескадрили НОВЈ. Ова верзија је коришћена заједно са Спитфајер Mk VC све до почетка 50-тих година.

## Спитфајер Mkу наоружању ЈКРВ
Пилоти ЈКРВ су такође користили авионе Спитфајер Mk VB у северној Африци током рата у неколико сквадрона РАФ-а 1943-44. За разлику од партизанских Спитфајера њихови авиони нису имали југословенске ознаке на себи већ само британске.

## Карактеристике (Mk)
- Наоружање: два топа од 20 mm и четири митраљеза 7,7 mm; једна бомба од 225  испод трупа или две од 112  испод крила

## Земље које су користиле овај авион
| - Аргентина - Аустралија - Белгија - Бурма - Канада - Чехословачка - Данска - Египат - Француска - Трећи рајх - Грчка | - Индија - Индонезија - Ирска - Италија - Израел - Холандија - Нови Зеланд - Норвешка - Пакистан - Пољска - Португалија | - Родезија - Јужна Африка - СССР - Шведска - Сирија - Тајланд - Турска - Уједињено Краљевство - САД - Краљевина Југославија - СФРЈ |